# Lim Chong Keat

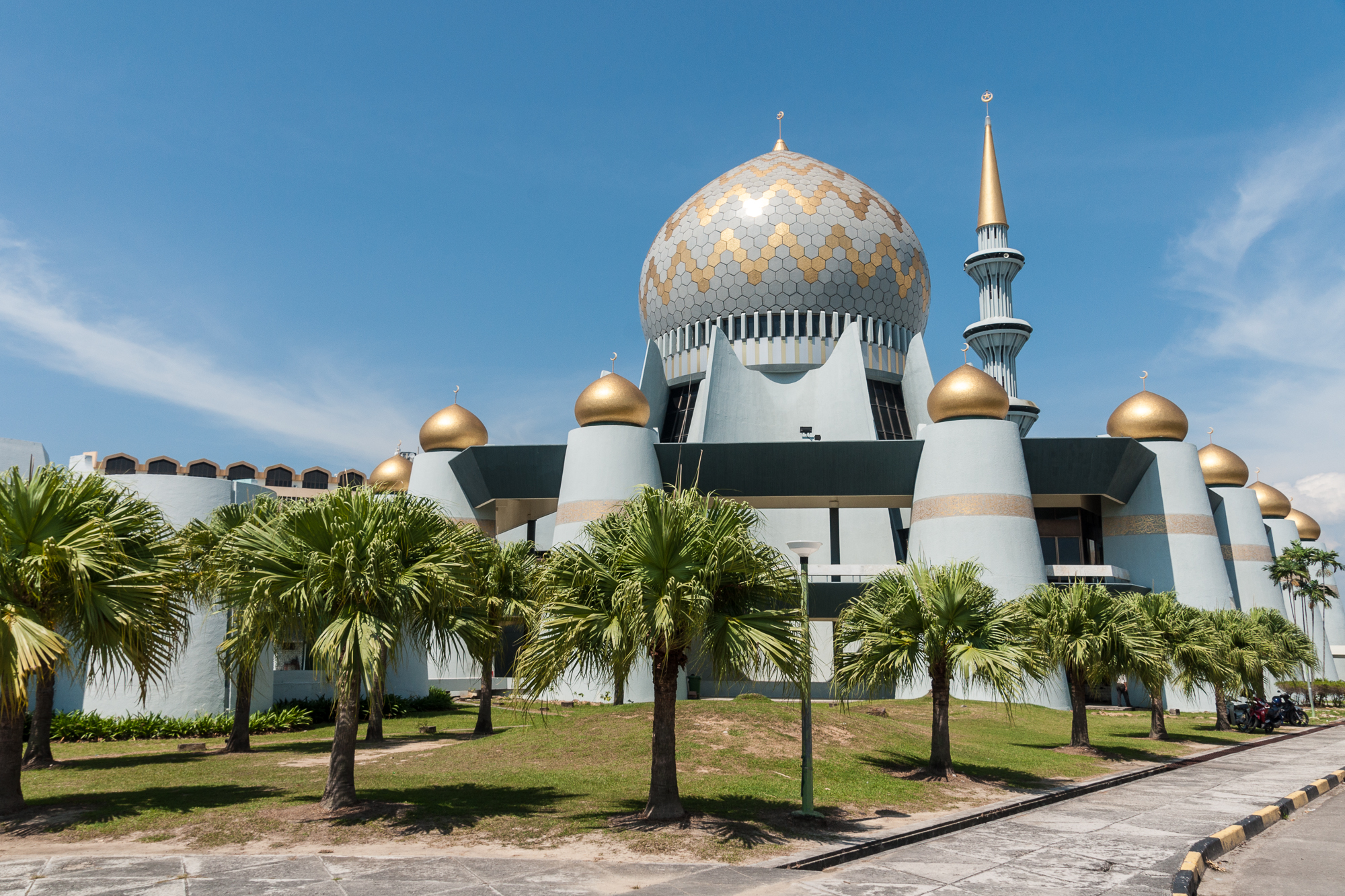
Mezquita del estado de Sabah, Kota Kinabalu (1976)

Lim Chong Keat (Penang, 1930) es un arquitecto y botánico malayo. 

## Trayectoria
Estudió en la Universidad de Mánchester (Reino Unido), donde se tituló en 1956. Al año siguiente hizo un máster en el Massachusetts Institute of Technology (Estados Unidos). Entre 1959 y 1961 fue profesor en el Politécnico de Singapur. En 1961 fundó con William Lim la firma Malayan Architects Co-Partnership, activa hasta 1967. Poco después fundó Architects Team 3, posteriormente Team 3 International, presente en Malasia y Singapur.
Promotor de la arquitectura moderna en su país, fue autor de obras como el Centro de Congresos de Singapur (1961), la mezquita del estado de Negeri Sembilan en Seremban (1967), el Ayuntamiento de Jurong (1969-1974), la torre KOMTAR en George Town (1974-1986) y la mezquita del estado de Sabah en Kota Kinabalu (1976).
Fue presidente del Instituto de Arquitectos de Singapur (1966-1969), presidente y fundador de ARCASIA (Architects Regional Council Asia, 1969-1974) y miembro de la Junta de Desarrollo y Vivienda de Singapur (1959-1965). Fue profesor visitante en la Universidad de Mánchester (1995-2004).
Fue editor de la revista botánica Folia Malaysiana.